# Catharine Wolpmann
Catharine Wolpmann (* 1603 in Verden, Sterbedatum unbekannt) war eine Frau, die im 17. Jahrhundert wegen Hexerei angeklagt und freigesprochen wurde. Ihr Fall war der Auslöser für das 1649 erlassene Verbot von Hexenprozessen im schwedischen Königreich, zu dem Verden an der Aller damals gehörte, durch die Königin Christina.

## Leben
Catharine Wolpmann wurde im Jahr 1603 in Verden als Tochter von Engel Wehland und Woldeke Wehland geboren. Woldeke Wehland war von 1626 bis 1628 amtierender Bürgermeister von Verden. Die Familie Wehland betrieb Tuchhandel und fertigte Gewänder an. Catharines Mutter Engel Wehland (geb. Panning) war die Schwester des Ratsherrn Franz Panning. Dieser hatte wiederum eine Tochter mit dem Namen Hilke (Hille) Badenhop.
Catharine heiratete 1620 den darauffolgenden Bürgermeister Hermann Wolpmann, der von 1643 bis 1659 amtierte, und hatte mit diesem 6 Kinder. Die Familie Wolpmann lebte in einem Haus an der Großen Straße in Verden, welches die Hausnummer 75 trägt. An derselben Straße lebten auch ihre Mutter (Hausnummer 65) und ihr Onkel (Hausnummer 71). Außerdem war ein Bauernhof in Borstel, der den Namen „Reisens“ trägt, im Besitz der Wolpmanns.

## Erster Hexenprozess gegen Catharine Wolpmann
Catharine Wolpmann und ihr Onkel Franz Panning wurden am 6. Juli 1647 in Verden verhaftet, nachdem einige Frauen aus der Nachbarschaft sie der Hexerei beschuldigt hatten. Während ihrer Gefangenschaft war es Catharine und Franz nicht gestattet, einen Verteidiger bei den Verhören zu haben, und wenn sie Besuch von ihrer Familie bekamen, war stets jemand vom Magistrat anwesend.
Ihre Angehörigen setzten alle Hebel in Bewegung, damit sie aus der Haft entlassen werden konnten. Sie beantragten eine Freilassung gegen Kaution für die Inhaftierten. Da diese nicht sofort bestätigt wurde, reichte Franz’ Sohn Ende August eine Beschwerde bei der provisorischen Regierung in Stade ein. Dennoch änderte sich an ihrer Situation nichts. Im September befahlen jedoch schwedische Räte dem Domkapitel und dem Magistrat der Norderstadt die beiden unter Androhung einer Geldstrafe von 1000 Goldgulden gegen Kaution freizulassen. Letzten Endes ordnete die schwedische Königin Christina an, dass die beiden aus der Haft entlassen werden sollen. Nach der Freilassung im Jahre 1649 wurde ihnen untersagt, aufgrund der Haft eine Klage gegen die Stadt zu führen.

## Zweiter Hexenprozess gegen Catharine Wolpmann
1655 wurde Catharine Wolpmann  zusammen mit ihrem Mann Hermann Wolpmann erneut der Hexerei beschuldigt und verhaftet. Jedoch wurde sie, wie beim ersten Prozess, freigesprochen und 1659 freigelassen. So gewannen sie den Prozess gegen den Pastor von St. Andreas Erich Warner Oporinus.